# 主戸客戸制
主戸客戸制は、唐後半期における両税法の成立に伴って創設された戸籍分類法。主客戸制とも。地主佃戸制を社会経済史上の実体概念とすれば、主戸客戸制はその制度概念に位置づけられる。宋の滅亡とともに消滅した。

## 概説

### 便宜的な分類
主戸とは、土地家屋を所有し、五等戸制のもとに、その評価額によって五等に分類され、両税および職役を負担する戸を指す。「土着の戸」という性質に着目した土戸の名称もある。一等戸（上等戸）は大地主、二・三等戸（中等戸）は小地主・富裕農民、四・五等戸（下等戸）は零細な土地しか所有しない自作農・半自作農である。
客戸とは、土地を所有せず、主に小作に従事する戸（佃戸）を指す。両税は負担しない。このほか、他人に雇われて労働に従事する者（雇傭人）、自己の店舗を持たない商人もこれに含まれる。「流れ歩く」という性質に着目し、浮戸・浮客とも呼ばれる。

### 税産基準
主戸・客戸は両税法の課税対象となる税産（土地家屋その他諸々）を所有し、両税を負担する者を主戸、税産を所有せず、両税を負担しない者を客戸とする。

### 五等戸制
両税法を施行するためには、両税を納める戸を把握し、それを記録した戸籍を造ることが必要になる。そこで全国の戸を土地所有の有無によって主戸と客戸に区分して有産の客戸を主戸に編入した。そして主戸を財産額によってランク付けし、その額によって負担額を決定する制度が行われた。これを戸等制という。宋代においては五等戸制が行われた。
宋は戦乱の続いた五代十国のあとに成立したため、当初は戸籍整理のための帳簿がそろっておらず、戸等制は唐の制度を受け継いで九等戸制が行われていた。やがて国力が安定してくると、明道2年(1033年)に全国の郷村に五等戸制を実施して全国の戸を把握し、主戸に両税と職役を課した（差役法）。
五等戸制実施のための帳簿が五等丁産簿（五等版簿）である。郷村の耆長・戸長・里長が各主戸の丁口と財産（田地）を記録し、財産の額に応じて五等に区分し、五等丁産簿を作成する。
上等戸（上戸）は地主層で、官戸・形勢戸がこれに含まれる。上等には概ね400畝以上の土地を所有する戸が該当した。彼らは租税の運搬等の職役を負担させられたが、その負担は重かった。中等戸（中戸）は50～150畝程度を所有していた小地主と富裕農民である。下等戸（下戸）は5～50畝程度を所有する自作農ないし半自作農である。五等戸のうち、5割強は下等戸で占められ、上等戸の数は約1割。生産に用する資産を持たず、自律的に生産しない戸は客戸とされた。
坊郭（都市部）ではこのような制度は行われていなかったが、募役法が実施されてからは坊郭の住民から免役銭を徴収することになり、主戸を把握する必要が生じ、十等戸制が行われた。郷村の主戸が田地を主な区分基準とするのに対し、坊郭の主戸は主に家屋を基準として区分され、その額に応じて免役銭の供出を負担した。
なお、元代になると再び九等戸制が行われた。

### 主客戸統計
史料による数値の誤差が大きいため、地域ごとの客戸の主戸に対する比率の比較は困難だが、労働集約農業が定着し小規模水田の家族経営が主流となっていた江南東路地方では著しく低く、山岳地帯の夔州路で著しく高い傾向にあった。夔州路の比率の高さは、農業適地が乏しく生産性の著しく低い夔州路では律令に反してもなお農奴制が広く残存したためである。
また、時間的経過による推移を見た場合、客戸比率は低下してゆく傾向にあった。客戸／主戸の比率は、宋初は4割弱だが、年々低下して熙寧5年(1072年)に最も低い3割となって以降は33%前後を推移し、華北を失陥した南宋代には上昇した。

### 客戸の社会的性格
一般的に、客戸は主戸との契約により雇われ労働に勤めた。
夔州路では、客戸は地主の下で隷属的な状態に置かれ、客戸は地主の許可を示す証明文（憑由）なしに移動することを許されず、無断で移動した場合は有力者により元の場所へ連れ戻され、地主が他の者に土地を売る場合その付属物として客戸も一緒に売られ（随田佃客、事実上の人身売買）、地主の許可がなければ婚姻することを許されず、裁判においても慣習的に主戸が犯罪を犯した場合と比して客戸は重い刑に処され、客戸は地主の家族との婚姻を許されないなどの差別が存在した（主僕の分、主客の分）。

## 研究史
主戸客戸制研究は、主戸・客戸はどのような基準で区別されるかということを中心的な論点として議論されてきた。論争は関連する様々な論点を派生させ、史料解釈の相違とも相俟って諸説入り乱れる形で発展していった。

### 戦前期の研究
客戸制研究に先鞭を付けたのが加藤繁である。加藤は、宋代の戸口（世帯と人口）統計に主戸・客戸の別があることに注目し、両者の違いは何か、という問題意識から客戸の意味を探求した。加藤は不動産の有無を基準として主戸・客戸が区別されたと主張し、これは後に税産基準と呼ばれることになった。また、両者が実態概念上何を指すかについては、主戸は自作農、客戸は小作人であったとしている。さらに、史料に見える主客戸の数を統計にまとめ、両浙等の地域では客戸の比率が低くて主戸は高く、夔州（きしゅう）・荊湖・京西等の地域では客戸の比率が高く、主戸は低いという傾向が見られることを指摘した。

高橋は従来の研究者の見解に見られる方法上の欠陥として、第一に主戸・客戸は制度概念、佃戸を実体概念として区別して考察すべきところを、三者を同一線上に扱って混乱をもたらしたこと、第二に史料として挙げられた各種帳簿類の、それぞれの目的・性格や記載形式を無視し、その帳簿に名が記載されることの意味を検討してこなかったことを指摘した。
続いて高橋は以下のような主張を展開した。すなわち、帳簿類を個別に検討すると、保甲簿には客戸の戸名が記載されているが、両税の徴収に使われた夏秋税租簿に戸名が記されたのは主戸に限られ、客戸の戸名は記されていなかった。つまり、税役法上客戸を戸として掌握する必要のある帳簿には客戸も戸名を持ち、その必要のない帳簿には戸名を持たなかったことになる。また、農民の戸等を示す帳簿に五等簿があるが、五等簿に記載された戸名は税産所有者の名義を意味するものであり、五等簿上に戸名を持つということは税産所有者、すなわち主戸であることを意味する。したがって、主戸・客戸の区分は税産の獲得を基準とするとして、税産基準説を支持した。また、耕作田土の所有を公認される前は「無田無税」であるから客戸、公認後は「有田納税」であるから主戸、というように峻別して扱われるのであり、戸籍法上「有田無税」の客戸、「有田納税」の客戸の存在は認められないとして、草野・柳田説を退けた。
高橋の学説は方法上の確実性と内容上の説得力に富むもので、現在に至るまで有力なものと見なされている。